# Depresiunea Râșca
Depresiunea Râșca este o depresiune care aparține structuri anticlinale Culmea Pleșului. Ea este situată la nordul structurii Culmea Pleșului, în comuna Râșca din județul Suceava. Altitudinea sa maximă este de 403 metri. Depresiunea Râsca are o suprafață de aproximativ 28 km². De aici izvorăște râul Râșca și este alcătuită din trei terase cu altitudini de 375, 385 și 445 metri .